# Zlatý míč 2005
Zlatý míč, cenu pro nejlepšího fotbalistu dle mezinárodního panelu sportovních novinářů, v roce 2005 získal brazilský fotbalista Ronaldinho z Barcelony. Šlo o 50. ročník ankety, organizoval ho časopis France Football a výsledky určili sportovní publicisté z 52 zemí Evropy.

## Pořadí
| Pořadí | Jméno                | Země              | Klub              | Body |
| ------ | -------------------- | ----------------- | ----------------- | ---- |
| 1      | Ronaldinho           | Brazílie          | FC Barcelona      | 225  |
| 2      | Frank Lampard        | Anglie            | Chelsea FC        | 148  |
| 3      | Steven Gerrard       | Anglie            | Liverpool FC      | 142  |
| 4      | Thierry Henry        | Francie           | Arsenal           | 41   |
| 5      | Andrij Ševčenko      | Ukrajina          | AC Milán          | 33   |
| 6      | Paolo Maldini        | Itálie            | AC Milán          | 23   |
| 7      | Adriano              | Brazílie          | Inter Milán       | 22   |
| 8      | Zlatan Ibrahimović   | Švédsko           | Juventus          | 21   |
| 9      | Kaká                 | Brazílie          | AC Milán          | 19   |
| 10     | Samuel Eto'o         | Kamerun           | Barcelona         | 18   |
| 10     | John Terry           | Anglie            | Chelsea           | 18   |
| 12     | Juninho Pernambucano | Brazílie          | Lyon              | 15   |
| 13     | Claude Makélélé      | Francie           | Chelsea           | 8    |
| 14     | Michael Ballack      | Německo           | Bayern Mnichov    | 7    |
| 14     | Didier Drogba        | Pobřeží slonoviny | Chelsea           | 7    |
| 14     | Petr Čech            | Česko             | Chelsea           | 7    |
| 14     | Juan Román Riquelme  | Argentina         | Villarreal CF     | 7    |
| 18     | Zinédine Zidane      | Francie           | Real Madrid       | 5    |
| 19     | Gianluigi Buffon     | Itálie            | Juventus          | 4    |
| 20     | Cristiano Ronaldo    | Portugalsko       | Manchester United | 3    |
| 20     | Jamie Carragher      | Anglie            | Liverpool FC      | 3    |
| 22     | Michael Essien       | Ghana             | Lyon Chelsea      | 2    |
| 23     | Luis García          | Španělsko         | Liverpool FC      | 1    |
| 23     | Pavel Nedvěd         | Česko             | Juventus          | 1    |

Tito hráči byli rovněž nominováni, ale nedostali žádný hlas: David Beckham, Mauro Camoranesi, Fabio Cannavaro, Grégory Coupet, Cris, Deco, Dida, Emerson, Luís Figo, Diego Forlán, Roy Makaay, Michael Owen, Pak Či-song, Andrea Pirlo, Raúl, Arjen Robben, Roberto Carlos, Robinho, Ronaldo, Wayne Rooney, Lilian Thuram, David Trézéguet, Mark van Bommel, Ruud van Nistelrooy, Patrick Vieira a Xavi.